# النواش (السدة)

تعديل مصدري - تعديل

النواش محلة تابعة لقرية الاغبري، التابعة لعزلة الزعلاء بمديرية السدة إحدى مديريات محافظة إب في الجمهورية اليمنية.، بلغ تعداد سكانها 365 حسب تعداد اليمن لعام 2004.